# Polygnotos

Polygnotos från Thasus, (Nationalmuseum, Stockholm).

Polygnotos var en grekisk målare i mitten av 400-talet f.Kr., som var son till Aglaofon. Han härstammade från Thassos, men blev adopterad av atenarna och erhöll atenskt medborgarskap.
Under Kimons tid målade han en bild av erövringen av Ilium på murarna till Stoa Poecile, samt andra bilder av Leukippos döttrars bröllop på Anakeion. Plutarkos omnämner att flera historiker och poeten Melanthios vittnar om att Polygnotos inte målade för betalning utan för en känsla av välgörenhet för den atenska befolkningen. I hallen till ingången till Akropolis fanns andra av hans verk. Hans viktigaste målningar var dock freskerna i en byggnad, som restes i Delfi av folket i Knidos. Motiven på dessa föreställde Odysseus besök i Hades och erövringen av Ilium.
Lyckligtvis har den resande Pausanias lämnat en detaljerad beskrivning av dessa målningar, figur för figur (Paus. X. 25-31). Grunden till byggnaderna har återfunnits under de franska utgrävningarna vid Delfi. Utifrån dessa bevis har vissa arkeologer försökt återskapa målningarna, förutom färgerna i dem. Figurerna var separerade och sällan målade över varandra, arrangerade i två till tre rader ovanför varandra; de längre bort var inte mindre eller otydligare än de närmare. Detta visar, att måleri vid denna tid troligen gjordes på exakt samma sätt som reliefskulpturer.
Polygnotos använde mycket få färger och de han använde var mycket enkla. Han var samtida med, och möjligen lärare till, Feidias och målade i samma stil som han. Han målade bl.a. en berömd målning av Nausikaa.